# Боровлянська сільська рада (Білозерський район)
Боровля́нська сільська рада (рос. Боровлянский сельский совет) — сільське поселення у складі Білозерського району Курганської області Росії.
Адміністративний центр — село Боровлянка.
Населення сільського поселення становить 1088 осіб (2017; 1264 у 2010, 1541 у 2002).

## Склад
До складу сільського поселення входять:
| Населений пункт       | Населення, осіб (2002) | Населення, осіб (2010) |
| --------------------- | ---------------------- | ---------------------- |
| Боровлянка, село      | 974                    | 852                    |
| Стеклозавод, селище   | 514                    | 390                    |
| Тебенякське, присілок | 53                     | 22                     |